# Richard Airey
Richard Airey, 1.º Barão Airey GCB (Newcastle upon Tyne, 1803 – Leatherhead, Surrey, 14 de setembro de 1881), conhecido por Sir Richard Airey entre 1855 e 1876, foi um general britânico.

## Filiação
Airey foi o filho mais velho do tenente-general George Airey e de sua esposa Catherine Talbot, filha de Richard Talbot e Margaret Talbot, 1.ª Baronesa Talbot de Malahide.

## Carreira militar

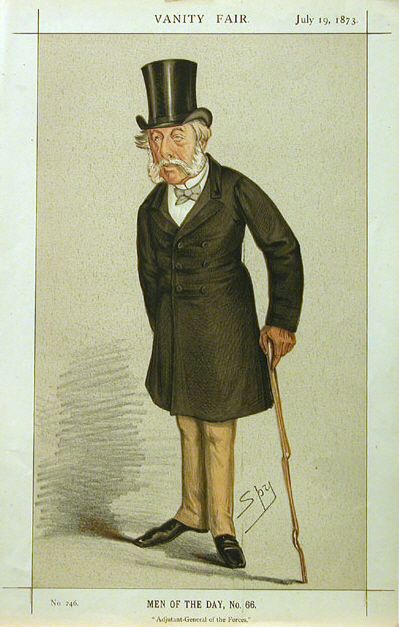
Caricatura de Richard Airey por Spy (Leslie Ward) para a revista Vanity Fair, 1873

Airey foi educado na Real Academia Militar de Sandhurst e entrou para o exército como alferes do 34.º (Cumberland) Regimento de Infantaria, em 1821. Foi promovido a capitão em 1825, e serviu como ajudante-de-campo na equipe de Sir Frederick Adam, nas ilhas Jônicas (1827-1830) e na de Lorde Aylmer, na América do Norte (1830-1832). Em 1838, Airey, então tenente-coronel, foi para a Royal Horse Guards como assistente de ajudante-geral, onde, em 1852, tornou-se secretário militar do comandante-em-chefe, Lorde Hardinge.
Em 1854 recebeu o comando de uma brigada do exército enviada para o Oriente, da qual, no entanto, foi rapidamente transferido para o oneroso e difícil posto de intendente-geral, sob o comando de Lorde Raglan, em cuja competência serviu ao longo da campanha na Guerra da Crimeia. Recebeu grandes elogios de seus superiores, Lorde Raglan e Sir James Simpson, e por seu desempenho foi promovido a major-general em dezembro de 1854. Recebeu a condecoração de Cavaleiro Comandante da Ordem do Banho(KCB). Seguindo as instruções de Raglan, Airey emitiu a ordem fatídica para a Carga da Brigada Ligeira. Foi também criticado por incompetência na provisão de suprimentos e transportes. Airey exigiu um inquérito sobre o seu regresso à Inglaterra, que foi realizado por Lorde Seaton e que o isentou completamente de qualquer erro, mas Airey nunca se recuperou dos efeitos da perseguição de seus críticos.
Em 1855, retornou para Londres para se tornar Quartermaster-General to the Forces em casa. Em 1862, foi promovido a tenente-general, e de 1865 a 1870, foi governador de Gibraltar, sendo nomeado Cavaleiro da Grã-Cruz da Ordem do Banho (GCB), em 1867. Em 1870, tornou-se Adjutant-General to the Forces na sede, e no ano seguinte, alcançou o posto de general. Em 29 de novembro de 1876, por ocasião de sua aposentadoria, foi elevado ao Pariato do Reino Unido como Barão Airey, de Killingworth, no condado de Northumberland. Durante 1879-1880, presidiu a célebre Comissão Airey sobre a reforma do exército.

## Família
Em 1838, casou com sua prima, Harriet Mary Everard Talbot, filha de James Talbot, 3.º Barão Talbot de Malahide.Sua única filha, Exma. Katherine Margaret Airey  (morta em 22 de maio de 1896) casou com Sir Geers Cottrell, 3.º Baronete. Airey morreu na casa de Lorde Wolseley, em Leatherhead, Surrey, quando seu título foi extinto.